# X-Plane
X-Plane, ontwikkeld door het Amerikaanse 'Laminar Research', is een vliegsimulator. Het programma kan op een pc, Mac of iPhone gestart worden, maar de computer dient een recente grafische kaart ingebouwd te hebben. Sinds eind 2016 zijn er 11 versies uitgebracht van X-Plane.

## Eigenschappen
X-Plane, kort gezegd, verdeelt het vliegtuig of ruimteschip in kleine deeltjes, en berekent voor elk klein deeltje al de krachten die er op werken, frame na frame. Zo ontstaat een realistisch model, zo realistisch dat het model gebruikt kan worden voor training en certificatie voor piloten. 